# 163639 Tomnash
163639 Tomnash è un asteroide della fascia principale. Scoperto nel 2002, presenta un'orbita caratterizzata da un semiasse maggiore pari a 3,0655034 UA e da un'eccentricità di 0,0672887, inclinata di 15,65201° rispetto all'eclittica.